# Garsa arbòria de Sumatra
La garsa arbòria de Sumatra (Dendrocitta occipitalis) és un ocell de la família dels còrvids (Corvidae). Habita dels boscos de les muntanyes entre 400 i 2300 m, a Sumatra.